# Zenòdot de Mal·los
Zenòdot de Mal·los (en llatí Zenodotus, en grec antic Ζηνόδοτος) fou un gramàtic mencionat per Suides, que també parla d'un Zenòdot, deixeble de Crates de Mal·los.
Com que aquest darrer era nadiu de Mal·los podrien ser la mateixa persona, i, menys probablement, els dos serien el mateix que Zenòdot d'Alexandria que hauria nascut a Mallus (Mal·los), però hauria residit a Alexandria.